# 周俊輝
周俊輝，香港視覺藝術家，從事繪畫及裝置藝術創作。1980年生於香港，於香港中文大學藝術系先後取得藝術學士（BA）及藝術碩士（MFA）。

## 獎項
2008年獲“香港藝術中心三十週年大獎”及“Sovereign亞洲藝術獎”。

## 公職
- 工廈藝術家關注組主席
- 文化界聯席會議2.0召集人

## 參與立法會選舉
周俊輝於2012年香港立法會選舉，以獨立候選人身份參選體育、演藝、文化及出版界功能界別議席，對手包括新論壇馬逢國及港人民權民生黨蕭思江。結果獲477票，敗於獲1106票之馬逢國。

## 外部連結
- CHOW Chun Fai Artworks（页面存档备份，存于）
- 港台《好想藝術》~ 視覺藝術家周俊輝從一筆一劃間引領觀眾直窺一件藝術品的誕生（页面存档备份，存于）
- HKADC with 周俊輝 Chow Chun Fai（页面存档备份，存于）
- 中大藝術2006研究生畢業展《文藝復興三部曲》之三《學院》—周俊輝作品[永久]